# Аррасуа-Убаррундія
Аррасуа-Убаррундія, Аррацу-Убаррундія (ісп. Arrazua-Ubarrundia (офіційна назва), баск. Arratzu-Ubarrundia) — муніципалітет в Іспанії, у складі автономної спільноти Країна Басків, у провінції Алава. Населення — 921 осіб (2009).
Муніципалітет розташований на відстані близько 290 км на північ від Мадрида, 5 км на північний схід від Віторії.
На території муніципалітету розташовані такі населені пункти: Нанкларес-де-Гамбоа/Лангара-Гамбоа, Арроябе, Арсубіага, Бетоласа, Дурана (адміністративний центр), Ланда, Луко, Мендібіль, Ульїбаррі-Гамбоа, Сіріано, Сурбано/Сурбао.

## Демографія
Динаміка населення (INE ):

## Галерея зображень

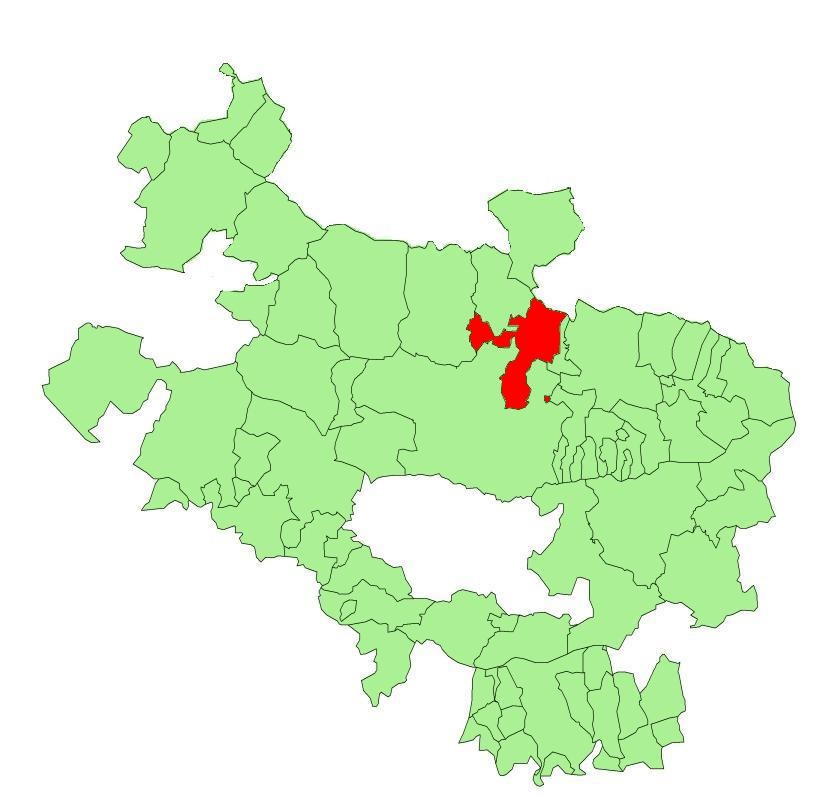
Розташування муніципалітету
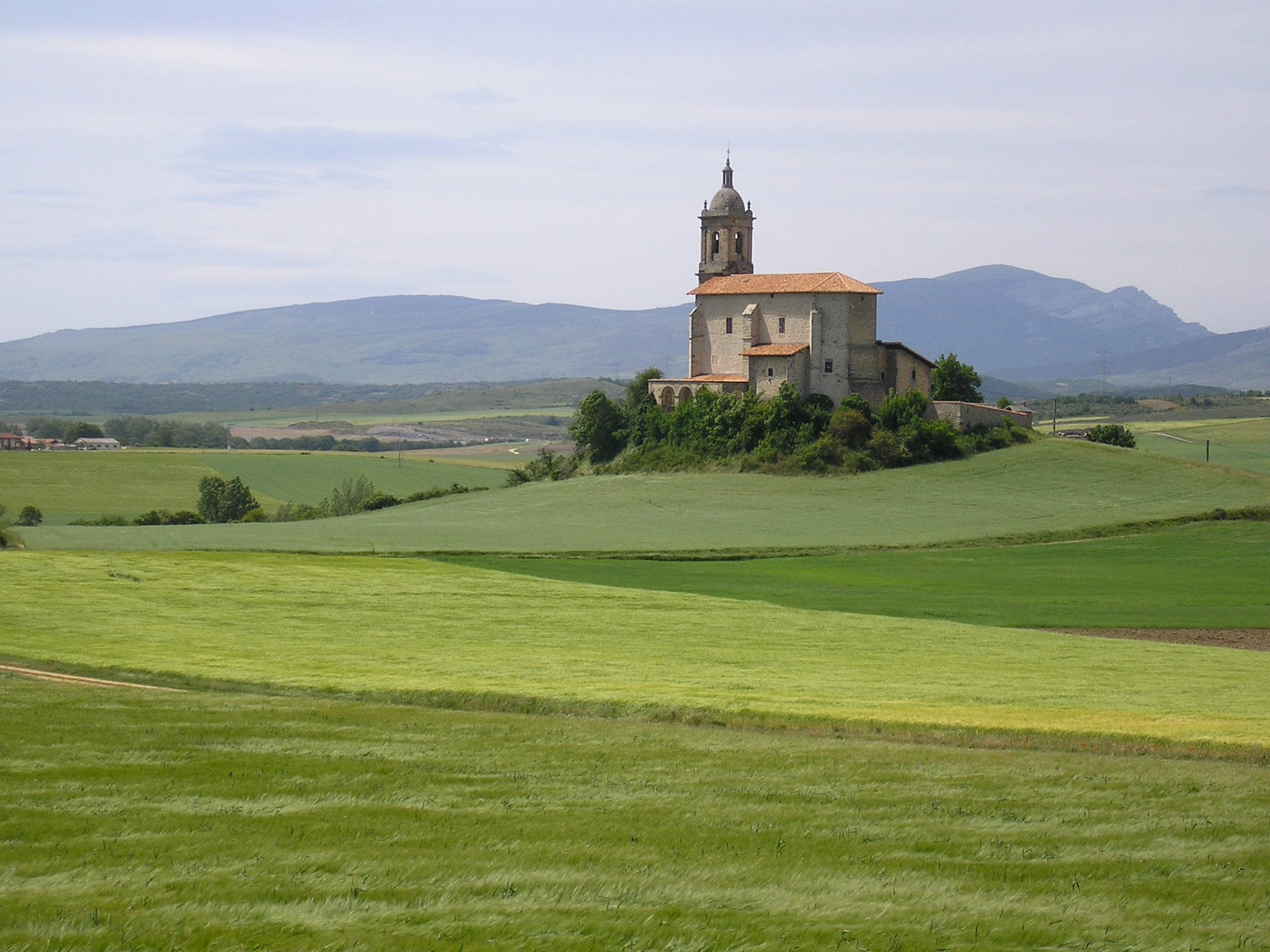
Церква у Арроябе
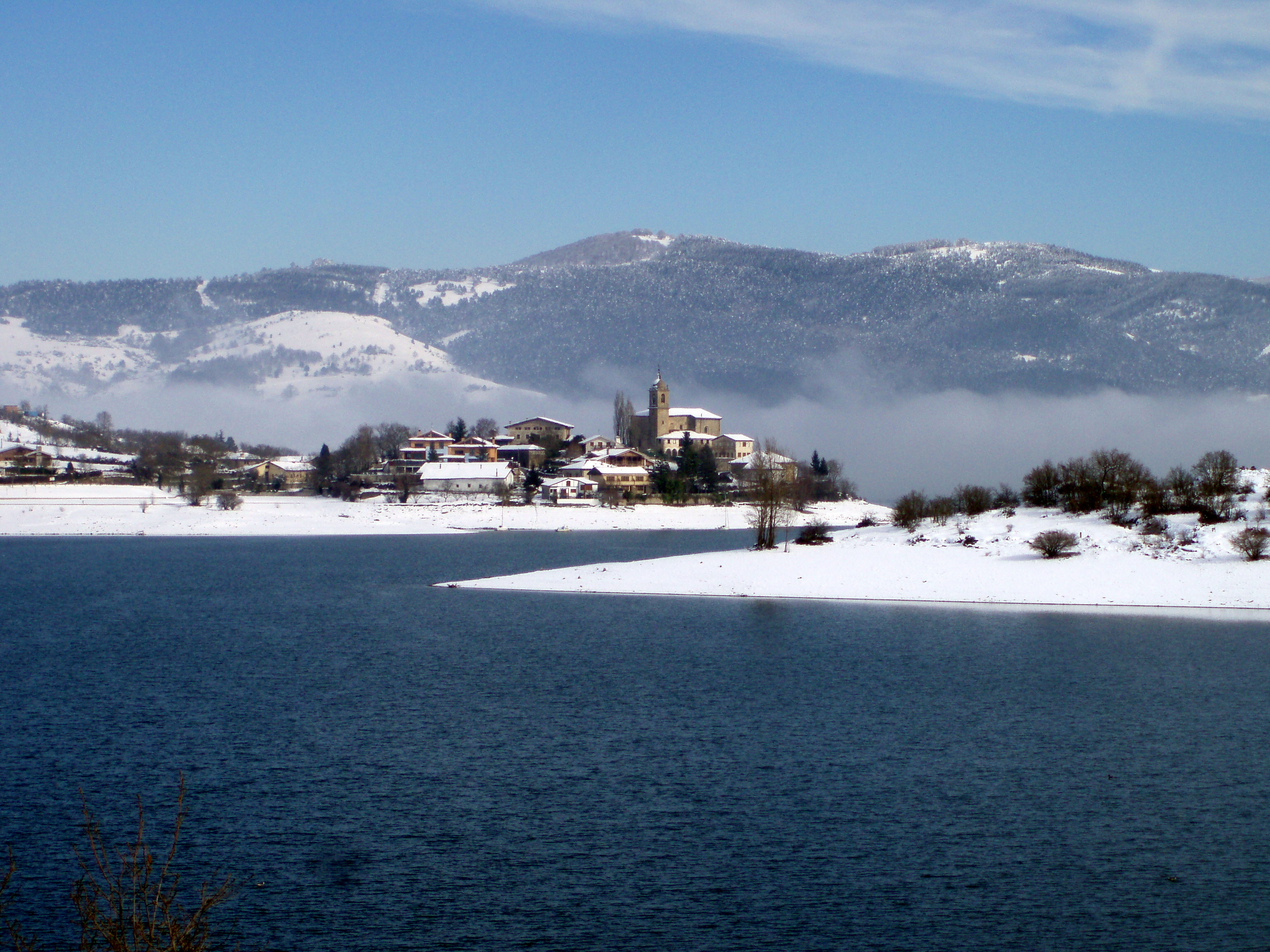
Ульїбаррі-Гамбоа